# Раївська сільська рада
| Раївська сільська рада — орган місцевого самоврядування Раївської сільської територіальної громади Синельниківського району Дніпропетровської області з розміщенням у с. Раївка. Сільській раді підпорядковані населені пункти: - с. Раївка - с. Богуславка - с. Веселе - с. Георгіївка - с. Морозівське |

## Склад ради
Рада складається з 16 депутатів та голови.

## Керівний склад сільської ради
| ПІБ                       | Основні відомості                                                                       | Дата обрання | Дата звільнення |
| ------------------------- | --------------------------------------------------------------------------------------- | ------------ | --------------- |
| Мерцалова Ніна Петрівна   | Сільський голова, 1956 року народження, освіта, позапартійна                            | 26.03.2006   | 31.10.2010      |
| Головко Леонід Вікторович | Сільський голова, 1958 року народження, освіта середня спеціальна, член Партії регіонів | 31.10.2010   |                 |

Примітка: таблиця складена за даними джерела